# Paniranizm
Paniranizm – ideologia polityczna, która głosi zjednoczenie kulturowe i polityczne wszystkich ludów irańskich zamieszkujących region wielkiego Iranu pod przewodnictwem irańskich Persów. Idea paniranizmu wywodzi się od irańskiego nacjonalizmu, który zapoczątkował ruch na rzecz wielkiego Iranu w czasie II wojny światowej. Kontynuatorem ruchu jest Panirańska partia nacjonalistyczna działająca oficjalnie w Teheranie.